# Вахтюм
Вахтюм (нід. Wachtum) — село в нідерландській провінції Дренте. Входить до муніципалітету Куворден.
Його площа становить 12,27 км², а населення станом на 2021 рік складало 384 осіб.